# Gary Neville
Gary Alexander Neville (Bury, 18 de fevereiro de 1975) é um comentarista esportivo e ex-futebolista inglês que atuava como lateral-direito. Atualmente trabalha como comentarista na Sky Sports. Além disso, é coproprietário do Salford City.
Um dos maiores ídolos do Manchester United, Neville atuou pelos Diabos Vermelhos entre 1992 e 2011, sendo esse o único clube em que defendeu como jogador. Após se aposentar, teve uma breve experiência como treinador no comando do Valencia.

## Carreira como jogador
Gary Neville foi considerado uma lenda dentro do Manchester United por ser jogador do clube durante duas décadas ininterruptas. Foi revelado nas categorias de base do próprio United, único clube de sua carreira e que, após a saída do volante Roy Keane, assumiu o posto de capitão da equipe.
Titular absoluto e jogador de confiança de Alex Ferguson, Neville perdeu os últimos 10 jogos da Premier League na temporada 2006–07. Além disso, ficou de fora da final da FA Cup, contra o Chelsea, no lendário estádio Novo Wembley, em Londres. Este foi o último jogo do Manchester United na temporada.

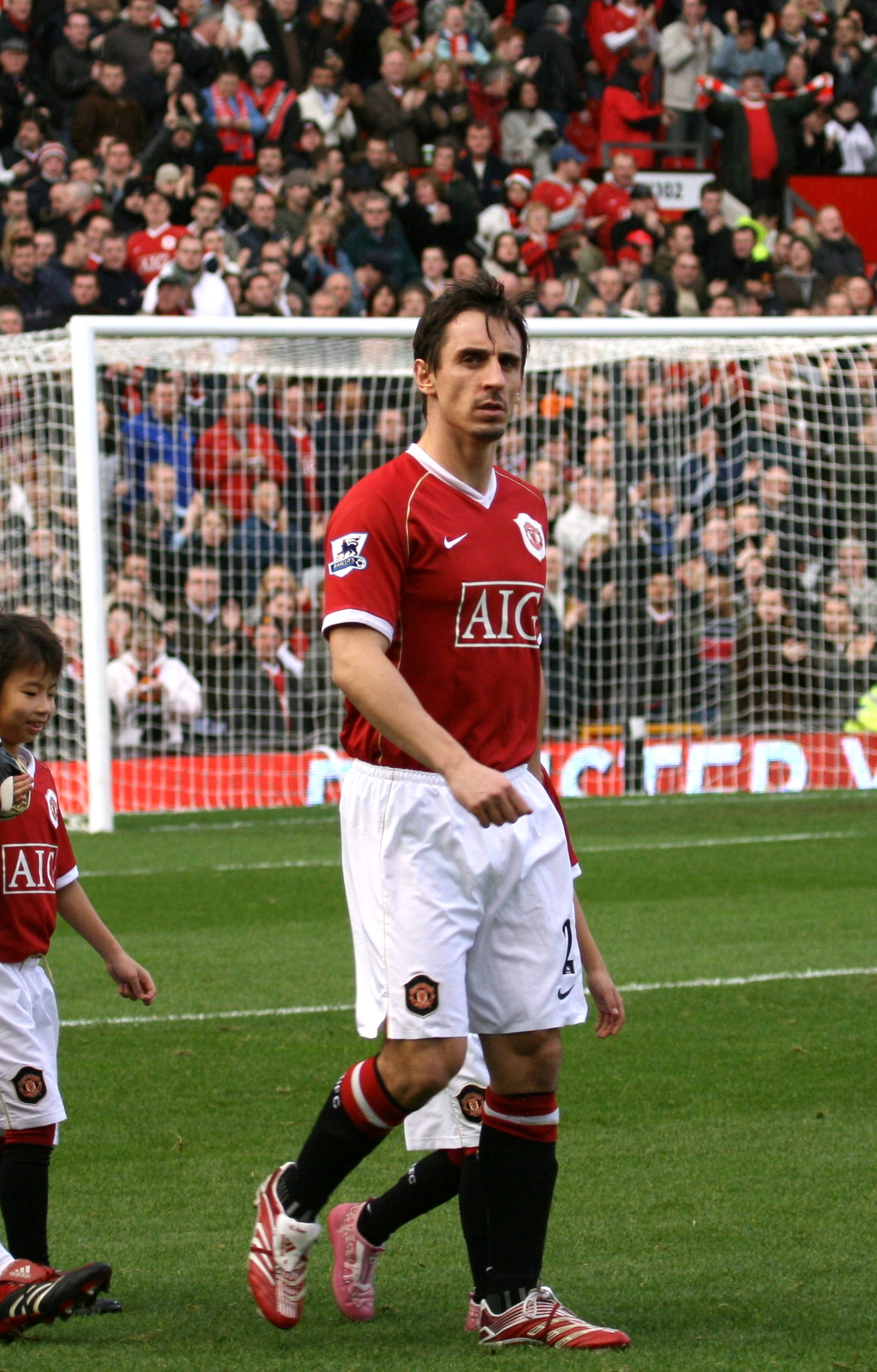
Neville em dezembro de 2006

Nas últimas temporadas, Gary Neville foi perdendo espaço na equipe titular do Manchester United. Além da idade avançada, seguidas lesões atrapalharam o jogador. A faixa de capitão pertencia a Neville, mas era constantemente usada por atletas que jogavam mais vezes, como o lendário Ryan Giggs e o zagueiro Rio Ferdinand. E, na temporada de 2010–11 (a última de Gary), a faixa de capitão foi passada para o zagueiro sérvio Nemanja Vidić.
No dia 2 de fevereiro de 2011, Neville anunciou sua aposentadoria do futebol, finalizando um ciclo de 20 anos como atleta profissional do Manchester United e encerrando sua belíssima história no clube do Old Trafford. Já no dia 24 de maio, realizou seu jogo de despedida com a camisa do United. Na ocasião, os Diabos Vermelhos perderam por 2 a 1 para a Juventus, em partida realizada no Old Trafford. O Manchester United entrou em campo com diversas estrelas, estre elas Wayne Rooney, Ryan Giggs, Paul Scholes, Nicky Butt e David Beckham.

### Seleção Nacional
Atuou em 85 partidas pela Seleção Inglesa entre 1995 e 2007, mas não marcou nenhum gol. Durante vários anos, foi o titular absoluto do English Team. Reserva na Copa do Mundo FIFA de 1998, ficou de fora do Mundial de 2002, mas foi convocado por Sven-Göran Eriksson para a Copa do Mundo FIFA de 2006, sendo titular da equipe que tinha nomes como Steven Gerrard, Frank Lampard e Michael Owen. No dia 1 de julho daquele ano, foi pela primeira vez capitão da Seleção. Jogou algumas partidas ao lado do irmão Phil, com quem foi a três Eurocopas. No entanto, Gary foi o único dos Neville's a disputar uma Copa do Mundo FIFA.

## Carreira como treinador
No dia 2 de dezembro de 2015, Neville foi confirmado como novo treinador do Valencia. Após maus resultados, foi demitido do clube espanhol no dia dia 30 de março de 2016.
Em agosto de 2019, Gary Neville confessou que foi um erro assumir a equipe: "Eu não estava preparado, não acordava todas as manhãs pensando em futebol. Eu tinha outras coisas em mente, escrevia no jornal, tinha outros negócios em Manchester."

### Estatísticas
| Clube    | Jogos | Vitórias | Empates | Derrotas | Aproveitamento |
| -------- | ----- | -------- | ------- | -------- | -------------- |
| Valencia | 28    | 10       | 7       | 11       | 44,04%         |

## Vida pessoal
Filho de Neville Neville, um ex-jogador de críquete, Gary possui dois irmãos: Phil Neville, também ex-futebolista, com quem atuou junto no Manchester United, e Tracey Neville, ex-jogadora da Seleção Inglesa de netball e irmã gêmea de Phil.

## Títulos
Manchester United
- Premier League: 1992–93, 1993–94, 1995–96, 1996–97, 1998–99, 1999–00, 2000–01, 2002–03, 2006–07, 2007–08, 2008–09 e 2010–11
- Copa da Inglaterra: 1993–94, 1995–96, 1998–99 e 2003–04
- Supercopa da Inglaterra: 1996, 1997 e 2008
- Liga dos Campeões da UEFA: 1998–99 e 2007–08
- Copa Intercontinental: 1999
- Copa da Liga Inglesa: 2005–06, 2008–09 e 2009–10
- Copa do Mundo de Clubes da FIFA: 2008

Seleção Inglesa
- Torneio da França: 1997
- Torneio de Verão da FA: 2004